# برنوس

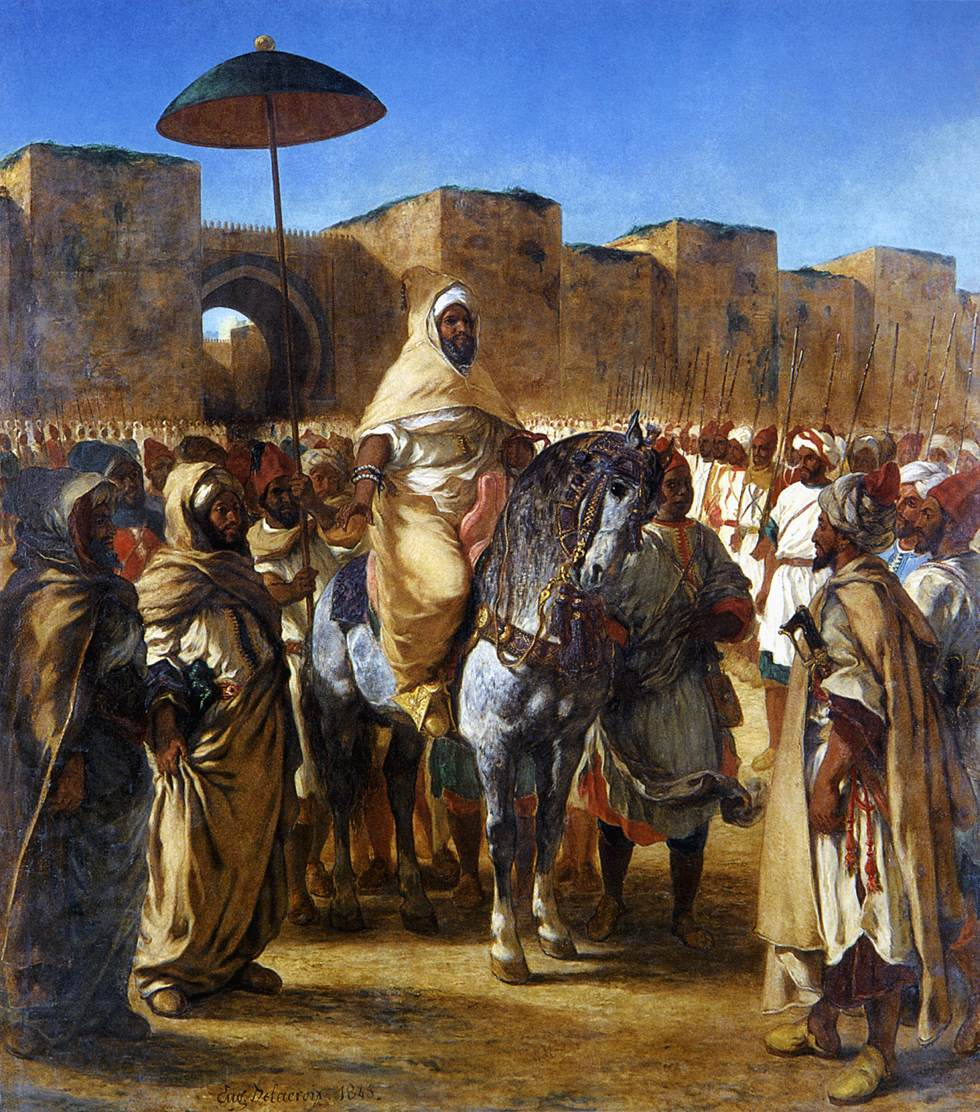
لوحة لسلطان المغرب مولاي عبد الرحمان وهو خارج من قصره ومحاط بالحرس وهو يرتدي السلهام سنة 1845

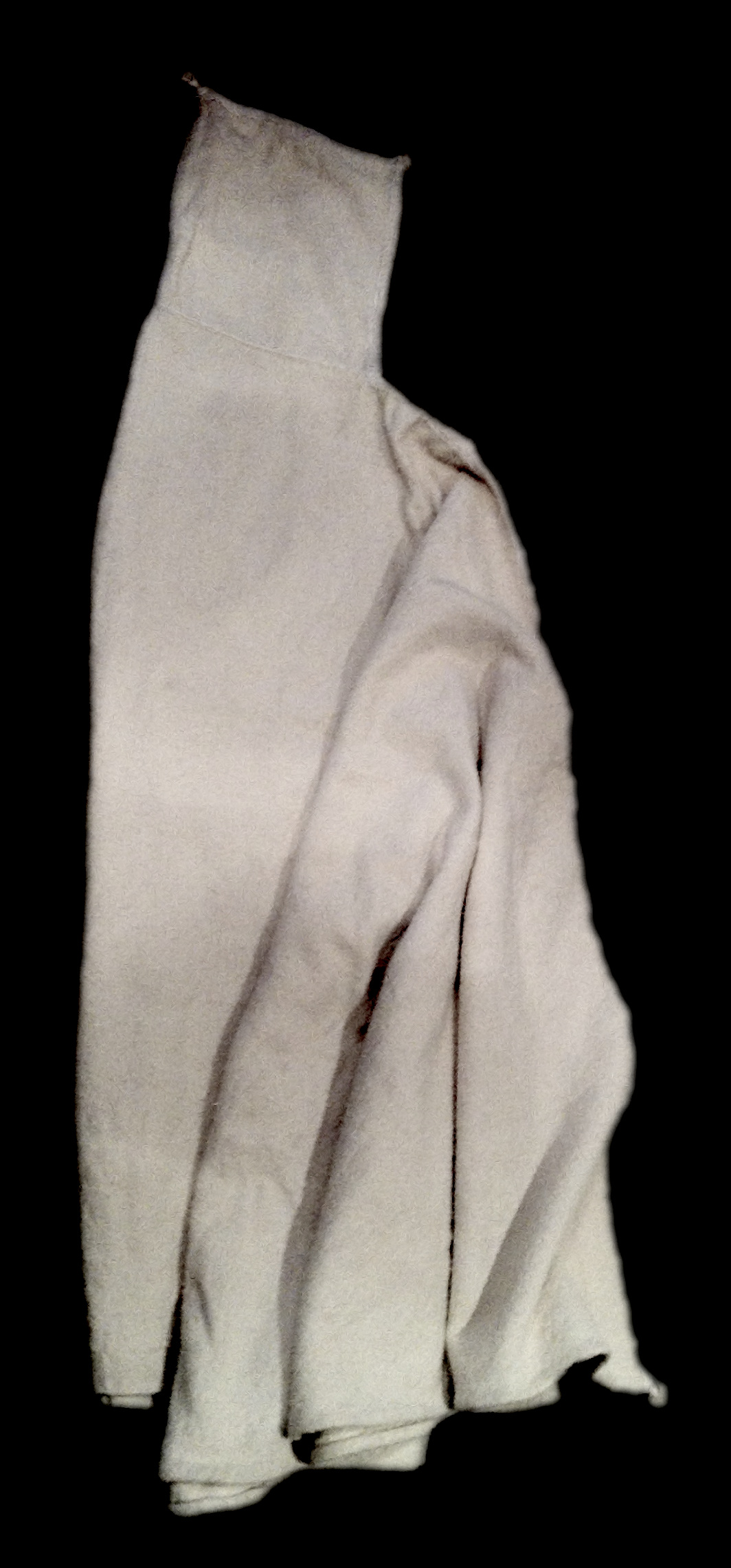
برنوس تونسي أبيض

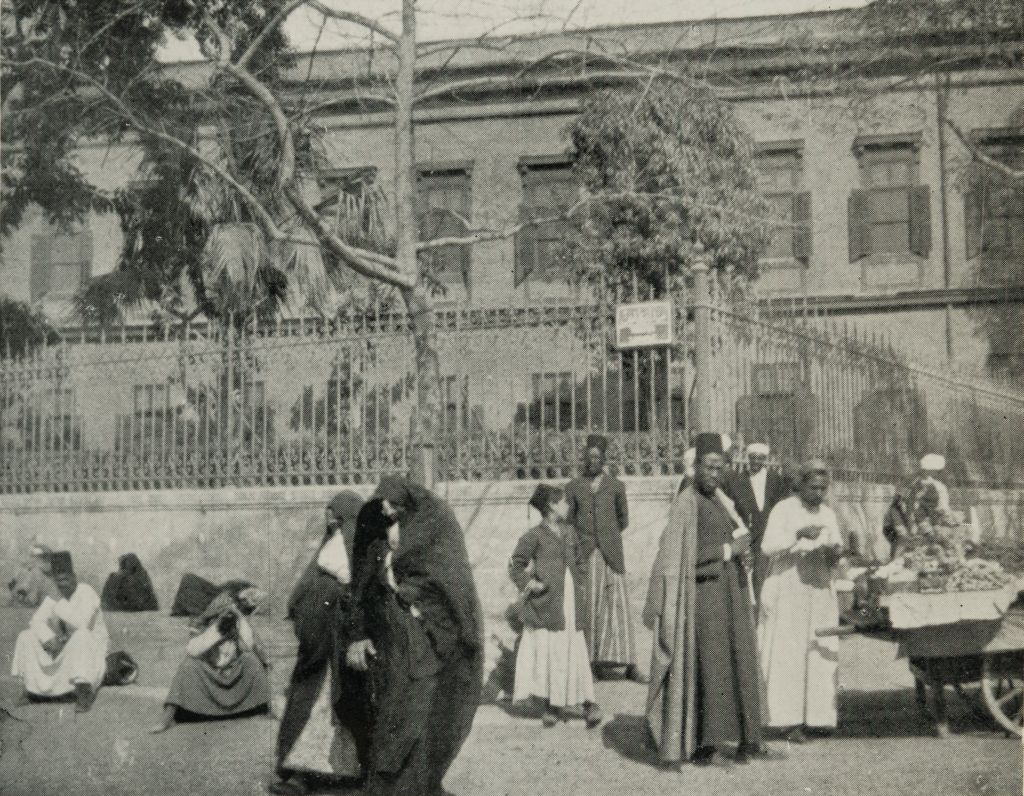
رجل يرتدي البرنوس وصبي يرتدي الجاكيتة أمام قصر الخديوي بالقاهرة 1911م

البرنوس أو البرنس أو السلهام، هو عبارة عن معطف طويل من الصوف يضم غطاء رأس مذبب وليس به أكمام، وينتشر استعماله في جميع ربوع ولايات الجزائر، فهو جزء من اللباس التقليدي الجزائري .
أشهر المدن المصنعة للبرنس هيتلمسان ومدينة مسعد في ولاية الجلفة.

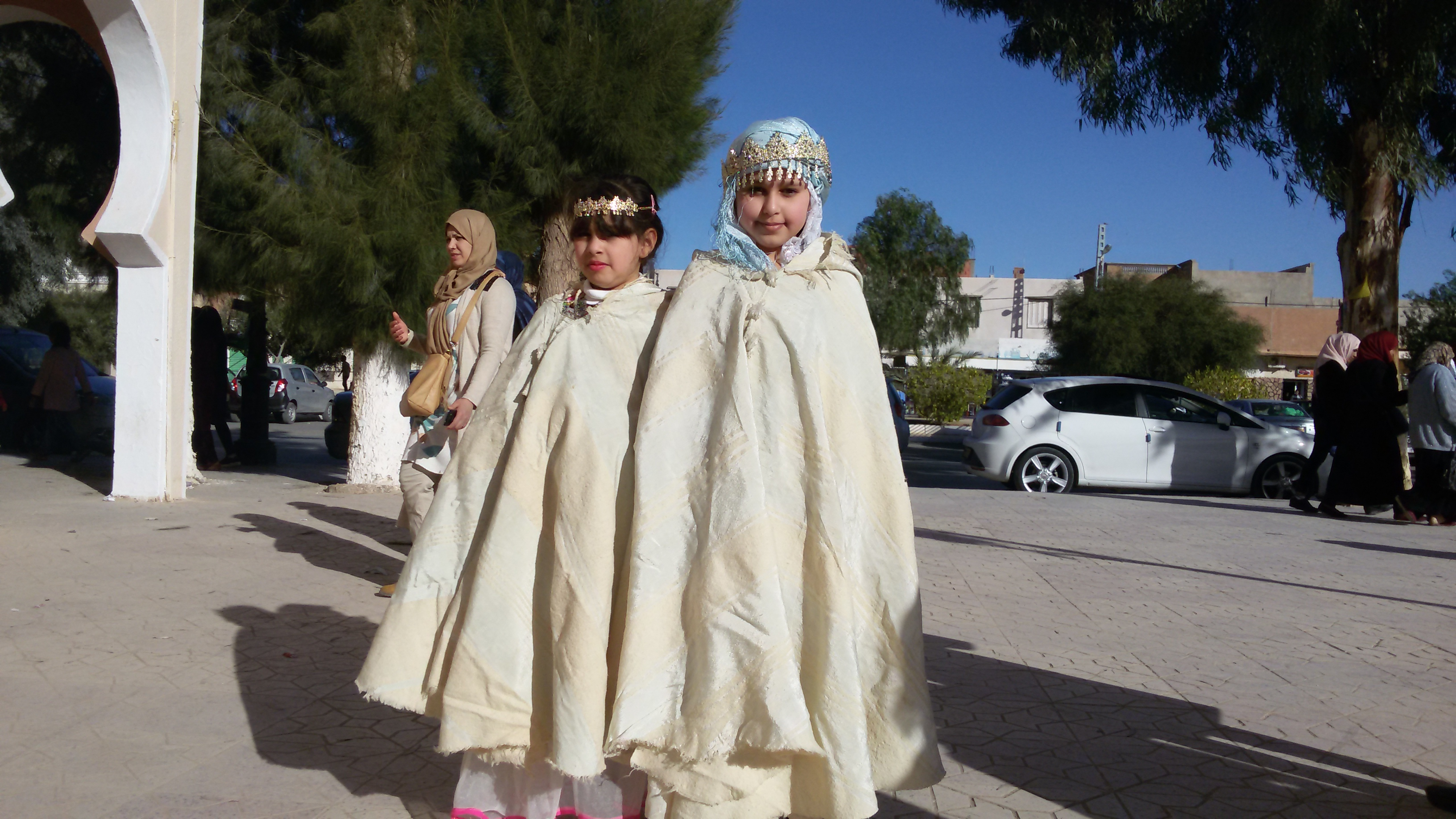
فتيات من مدينة الأغواط الجزائرية بالبرنوس

يتم ارتدائه في مختلف مناطق الجزائر  منذ ما قبل الإسلام، يعرف في منطقة نجد بالبرنوس.[محل شك]
البرنس أو البرنوس هو لباس رجالي أمازيغي يتميز به رجال سكان الجزائر. عالم الاجتماع ابن خلدون أطلق على البربر تسمية أصحاب البرانس. هو عبارة عن معطف يضعه الرجل فوق كتفيه له قباعة في الاغلب لونه أبيض لكن نجد منه في البني يصنع من وبر الجمال خاص بولاية الجلفة والأسود يسمى بالمعسكري نسبة لولاية التصنيع مدينة معسكر.
الكثير من الشخصيات عرفت بارتداء البرنس أمثال الشيخ الحداد والأمير عبد القادر وحتى بعض رؤساء الجزائر.